# 19. Sinfonie (Mozart)
Die Sinfonie in Es-Dur Köchelverzeichnis 132 komponierte Wolfgang Amadeus Mozart 1772 in Salzburg. Nach der Alten Mozart-Ausgabe trägt die Sinfonie die Nummer 19.

## Allgemeines

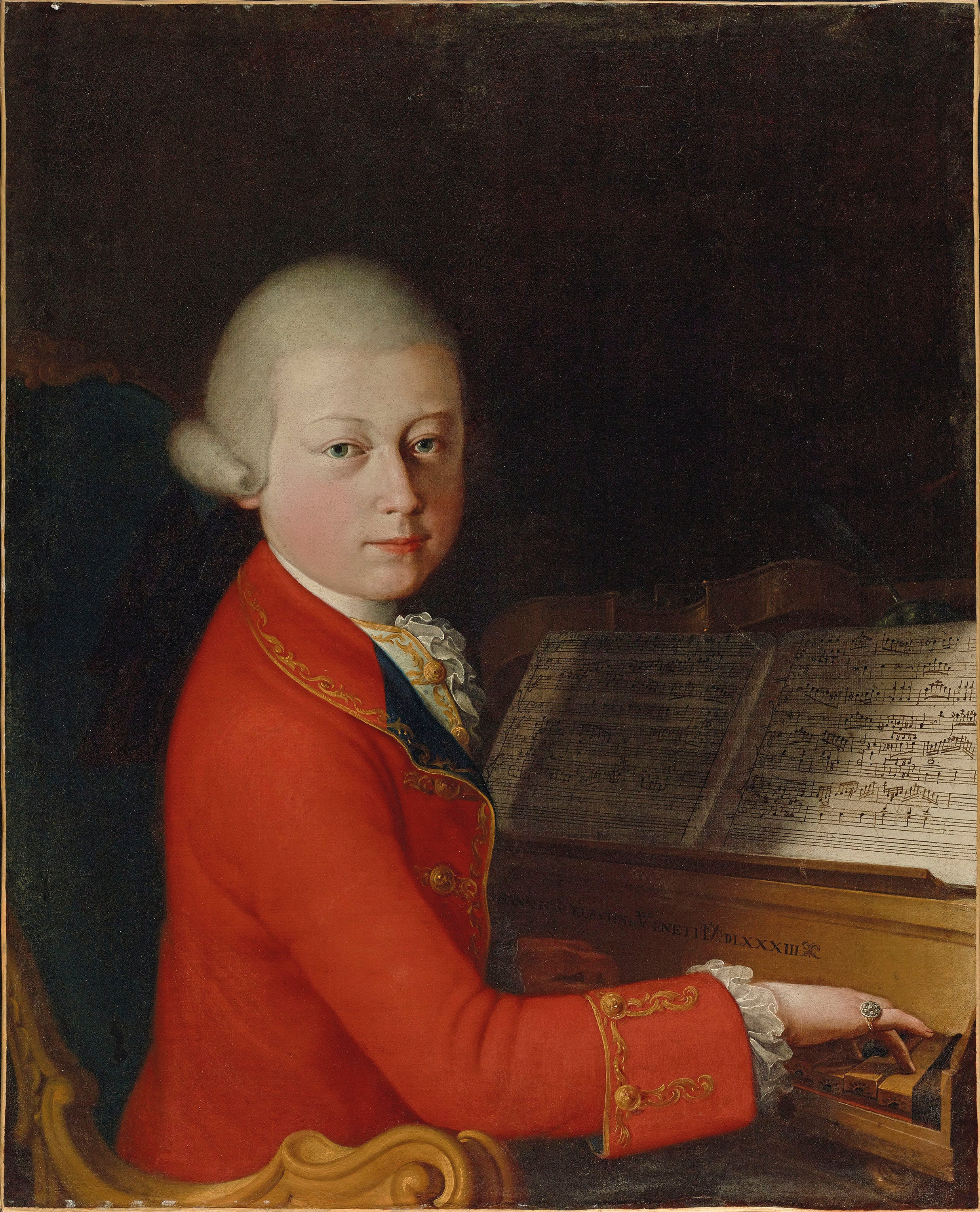
Gemälde Mozarts von Saverio dalla Rosa, Januar 1770

Das Werk diente wahrscheinlich ebenso wie die übrigen in zeitlicher Nachbarschaft entstandenen Sinfonien (Köchelverzeichnis (KV) 128-130 sowie KV 132-134, Details bei KV 130) zur Unterhaltung des Salzburger Erzbischofs Colloredo. Nicht nur Mozart, auch Michael Haydn lieferte zu dieser Zeit regelmäßig Sinfonien für die Konzerte an der erzbischöflichen Residenz. Vielleicht wurde Mozart bei KV 132 (ebenso wie bei KV 130) von Michael Haydns Vorliebe für ausgefallene Instrumentalkompositionen angeregt, denn es sind vier statt sonst nur zwei Hörner vorgesehen, zwei davon in Es alto – der höchsten Tonlage eines Horns im 18. Jahrhundert. Neal Zaslaw (1989) vermutet, dass die geforderte Stimmlage durch ein umgebautes zeitgenössisches Horn erreicht worden sein könnte.

## Zur Musik
Besetzung: zwei Oboen, vier Hörner (zwei in Es alto, zwei in Es basso), zwei Violinen, Viola, Cello, Kontrabass. In zeitgenössischen Orchestern war es zudem üblich, auch ohne gesonderte Notierung Fagott und Cembalo (sofern im Orchester vorhanden) zur Verstärkung der Bass-Stimme bzw. als Generalbass-Instrument einzusetzen.
Aufführungszeit: ca. 20 Minuten.
Bei den hier benutzten Begriffen der Sonatensatzform ist zu berücksichtigen, dass dieses Schema in der ersten Hälfte des 19. Jahrhunderts entworfen wurde (siehe dort) und von daher nur mit Einschränkungen auf die Sinfonie KV 132 übertragen werden kann. – Die hier vorgenommene Beschreibung und Gliederung der Sätze ist als Vorschlag zu verstehen. Je nach Standpunkt sind auch andere Abgrenzungen und Deutungen möglich.

### Erster Satz: Allegro
Es-Dur, 4/4-Takt, 148 Takte
Die Audiowiedergabe wird in deinem Browser nicht unterstützt. Du kannst die Audiodatei herunterladen.
Der Satz eröffnet als Kontrastthema aus fanfarenartigem Dreiklangs-Trillermotiv im Forte (erinnert an den Beginn des Klavierkonzertes KV 482) und Piano-Antwort der Streicher im punktierten Rhythmus. Diese Abfolge („erstes Thema“) wird wiederholt. Im Forte-Abschnitt ab Takt 11 werfen sich Bass und Bläser eine gebrochene Dreiklangsfigur dialogartig zu, begleitet vom Tremolo der Streicher. Während Mozart zur Dominante B-Dur wechselt, schließen sich zwei weitere kleine Motive mit Schleiferfloskel und Synkopen an, das zweite hat mit seiner Dreiklangsmelodik wieder fanfanartigen Charakter. Der Abschnitt endet mit einem virtuosen Sechzehntellauf über zwei Oktaven und Akkordschlägen auf der Dominante B-Dur.
Das zweite Thema schwebt ab Takt 29 auf einem „ausgerollten Teppich“ (Orgelpunkt der tiefen Hörner und der Viola auf F; dieser wird insgesamt 13 Takte gehalten) im Piano heran und basiert auf einer Figur der beiden Violinen in Terzen und eintaktigem Zwischenspiel der Oboen. Die Harmonie wechselt dabei zwischen der (Doppeldominante) F-Dur und B-Dur. Wolfgang Gersthofer (2007) verweist auf Ähnlichkeiten des Themas mit dem zweiten Thema aus dem Kopfsatz von Johann Christian Bachs Sinfonie Opus 3 Nr. 1. Die Schlussgruppe (Takt 42 ff.) im wiederum „lärmenden“ Charakter mit Tremolo bringt ein durch Pausen abgesetztes Bassmotiv mit charakteristischem Oktavsprung abwärts und beendet die Exposition mit einer kadenzierenden Figur.
Die Durchführung (Takt 60-89) beginnt überraschenderweise als ausgehaltener G-Dur-Akkord mit der Terz im Bass. Abrupt wechselt die Harmonie dann nach c-Moll mit neuem, trillerartigen Motiv. Diese Struktur wird wiederholt, nun aber mit Forte-Akkord in F-Dur und anschließendem Trillermotiv in B-Dur (Takt 69 ff.). Es schließt sich ab Takt 77 das Dreiklangs-Bassmotiv von Takt 11 ff. an, und zwar zunächst in b-Moll, dann wechselt Mozart nach F-Dur und erreicht mit einer fanfarenartigen Tremolo-Passage die Tonika Es-Dur, in der dann auch in Takt 90 die Reprise beginnt. Diese ist strukturell ähnlich der Exposition gestaltet.
Der ganze Satz läuft ohne Wiederholungen durch; mit seinen Fanfaren und dem Tremolo bekommt er einen ouvertürenartigen Charakter.

### Zweiter Satz: Andante grazioso / Andante
Die Audiowiedergabe wird in deinem Browser nicht unterstützt. Du kannst die Audiodatei herunterladen.
Mozart komponierte für die Sinfonie zwei langsame Sätze (beide ohne Hörner in Es alto): Ein Andante und ein Andantino grazioso. Nach Neal Zaslaw (1989) ist das Andante die erste Fassung, welche Mozart wegen seiner Länge schließlich zugunsten des kürzeren Andantino grazioso verworfen habe. Da alle Blätter der Sinfonie auf demselben Papiertyp geschrieben seinen, wären alle Sätze wohl kurz hintereinander komponiert.
Andante: B-Dur, 3/8-Takt, 151 Takte
Das erste Thema besteht im Vordersatz aus einem Klangteppich mit lang ausgehaltenem F in der 1. Violine, während 2. Violine und Viola mit gleichmäßig-schwebender Sechzehntel-Tonrepetition und der Bass mit Einzeltönen begleiten. Der Nachsatz kontrastiert im Forte mit schleiferartigem Lauf über eine Oktave aufwärts, Triolen- und Trillerfloskeln. Er führt von der Dominante Es-Dur, in der der Vordersatz endete, zurück zur Tonika B-Dur. Der Oktavlauf aufwärts kehrt im Verlauf des Satzes wieder und bildet ein charakteristisches Element.
Nach kurzer Überleitung beginnt in Takt 21 in F-Dur ein chromatisch-fallendes Forte-Motiv, das echoartig im Piano wiederholt wird (je nach Standpunkt als zweites Thema interpretierbar). Nach einem weiteren kurzen Überleitungsabschnitt folgt in Takt 37 ein Motiv, das zunächst ähnlich dem vorangehenden ist, dann aber anders fortgesetzt wird (als Beginn der Schlussgruppe oder als drittes Thema interpretierbar). Der Abschnitt bis zum Ende der Exposition in Takt 58 ist durch gleichmäßige Sechzehntel-Bewegung gekennzeichnet. Bemerkenswert ist der Schluss: der bereits bekannte schleiferartige Lauf aufwärts mit anschließendem Triller, vorgetragen nur von den Violinen im Forte.
Die Durchführung beginnt zunächst mit dem ersten Thema in der Dominante F-Dur. Ab Takt 71 werden neue Elemente eingeführt, und die Harmonie wechselt nach c-Moll. Mit einem viertonigen Klopf-Signal der Bläser auf dem F-Dur – Septakkord wird die in Takt 91 beginnende Reprise angekündigt. Sie eröffnet mit dem ersten Thema in der Tonika B-Dur, der Vordersatz wird dann jedoch sequenzartig von verschiedenen Stufen aus angesetzt. Ab Takt 113 ähnelt die Struktur wieder jener der Exposition. Zum Schluss wird der schleiferartige Lauf aufwärts nochmals im Forte-Unisono betont. Exposition sowie Durchführung und Reprise werden wiederholt.
Alfred Einstein (1953) spricht beim Andante von „persönlicher Unruhe der Seele und Eigenwilligkeit“, dem etwas geradezu „Expressionistisches“ eigen sei. Wolfgang Plath (1974) weist darauf hin, dass Mozart (wie auch im Trio vom Menuett) kirchenmusikalische Anklänge verarbeitet hat und arbeitet Zitate gregorianischer Melodien und sogar des Weihnachtsliedes Resonet in laudibus (Joseph, lieber Joseph mein) heraus.
Andante grazioso: B-Dur, 2/4-Takt, 56 Takte
Ausgeprägte melodische Themen finden sich in diesem Satz mit recht warmer Klangfarbe nicht, stattdessen dominiert die Arbeit mit kleineren Motiven. Das „erste Thema“ besteht aus einer Überlagerung von Floskeln der Instrumente mit gleichmäßiger Sechzehntel-Bewegung der 2. Violine, aus dem sich am Ende von Takt 2 die 1. Violine als stimmführend heraushebt. Nach einer Überleitungspassage mit Vorhalten beginnt in Takt 11 das „zweite Thema“ als Dialog von Oboen und Violinen. Die Schlussgruppe ist durch Triolen im Staccato gekennzeichnet.
Im Durchführungsteil (Takt 20-32) wird der Dialog vom zweiten Thema verarbeitet (Tonartenwechsel, Motive in Umkehrung). Die Reprise entspricht von der Struktur der Exposition. Durchführung und Reprise werden im Gegensatz zur Exposition nicht wiederholt.

### Dritter Satz: Menuetto
Es-Dur, 3/4-Takt, mit Trio 68 Takte
Die Audiowiedergabe wird in deinem Browser nicht unterstützt. Du kannst die Audiodatei herunterladen.
Mehrstimmige Passagen kennzeichnen den originellen dritten Satz dieser Sinfonie. Die beiden Violinen beginnen um drei Viertelschläge versetzt mit dem auftaktbetonten Hauptmotiv, ehe in Takt 5 die übrigen Streicher mit ebendiesem Motiv und ab Takt 8 auch die Bläser begleitend hinzutreten (komponiertes Crescendo). Zum Ende des ersten Teils und im zweiten Teil erscheint das Motiv dann auch in der Umkehrung.
Das Trio (c-Moll, nur Streicher) beginnt ebenfalls mit versetzt gespieltem Hauptmotiv, geht dann aber in eine Passage mit exotisch-flächiger Klangfarbe über. Der durch stärkere Bewegung und Forte kontrastierende Mittelteil enthält ein neues, tänzerisches Motiv, das erst in C-Dur, dann überraschenderweise kurz nach B-Dur geführt wird. Von mehreren Autoren wird die besondere Klangfarbe des Trios hervorgehoben. Nach Wolfgang Plath (1974), der das Trio als den „bei weitem interessanteste(n) Satz des ganzen Werkes“ bewertet, benutzt Mozart hier wie auch im Andante eine „kirchentonal“ gefärbte Harmonik; Neal Zaslaw (1989) spricht von einer psalmartigen Atmosphäre.

### Vierter Satz: Allegro
Es-Dur, 2/2-Takt (Alla breve), 139 Takte
Die Audiowiedergabe wird in deinem Browser nicht unterstützt. Du kannst die Audiodatei herunterladen.
Der Satz ist als Rondo mit dem Hauptthema (Refrain) und drei Couplets aufgebaut. Die Bläser sind jeweils nur im Refrain beteiligt. Die Couplets bestehen aus zwei je einmal wiederholten Passagen.
- Vorstellung des einprägsamen, zweiteiligen Hauptthemas (Refrain), Takt 1-16. Beide Teile werden wiederholt. Alfred Einstein (1953)[4] spricht von einer „hemdsärmeligen“ Melodie. Neal Zaslaw (1989)[1] deutet dies als Parodie auf die von Mozart damals wenig geschätzte französische Musik.
- 1. Couplet, Takt 17-38, B-Dur, zweite Passage mit Chromatik.
- Refrain, Takt 39-54
- 2. Couplet, Takt 55-77, c-Moll, mit Chromatik.
- Refrain, Takt 89-94
- 3. Couplet, Takt 95-110, As-Dur
- Refrain, Takt 110-126
- Coda, Takt 126-139 im Forte mit vollem Orchestereinsatz.